# Radja Nainggolan
Radja Nainggolan [radža najngolan] (* 4. května 1988, Antverpy, Belgie) je belgický fotbalový záložník a bývalý reprezentant s indonéskými kořeny, který momentálně hraje v belgickém klubu K.S.C. Lokeren-Temse.

## Klubová kariéra
V Belgii hrál v mládežnickém věku za Germinal Beerschot. Poté odešel do Itálie do týmu Piacenza Calcio, v jehož dresu debutoval v profesionálním fotbale.

## Reprezentační kariéra
Nainggolan působil v některých mládežnických reprezentacích Belgie včetně výběru do 21 let.
V A-mužstvu Belgie debutoval 29. května 2009 v utkání na japonském turnaji Kirin Cup proti národnímu týmu Chile. Nastoupil na hřiště v 74. minutě, Belgie remizovala 1:1.
Trenér Marc Wilmots jej nominoval na EURO 2016 ve Francii, kde byli Belgičané vyřazeni ve čtvrtfinále Walesem po porážce 1:3. Nastoupil ve všech pěti zápasech svého mužstva na šampionátu a vstřelil dva góly.

### Reprezentační góly
Góly Radji Nainggolana v belgickém reprezentačním A-mužstvu
| 1                  | 5. 3. 2014   | Stadion krále Baudouina, Brusel, Belgie         | Pobřeží slonoviny   | 2:000(51.) | 2:2 | přátelský zápas          |
| 2                  | 13. 10. 2014 | Bilino Polje, Zenica, Bosna a Hercegovina       | Bosna a Hercegovina | 1:100(51.) | 1:1 | kvalifikace na EURO 2016 |
| 3                  | 7. 6. 2015   | Stade de France, Saint-Denis, Francie           | Francie             | 0:30(50.)  | 3:4 | přátelský zápas          |
| 4                  | 10. 10. 2015 | Estadi Nacional, Andorra la Vella, Andorra      | Andorra             | 0:100(19.) | 1:4 | kvalifikace na EURO 2016 |
| 5                  | 22. 6. 2016  | Allianz Riviera, Nice, Francie                  | Švédsko             | 0:10(84.)  | 0:1 | EURO 2016                |
| 6                  | 22. 6. 2016  | Stade Pierre-Mauroy, Villeneuve-d'Ascq, Francie | Wales               | 0:10(13.)  | 3:1 | EURO 2016                |
| Platí k 2. 7. 2016 |              |                                                 |                     |            |     |                          |

## Úspěchy

### Individuální
- Tým roku Serie A – 2014/15,[10] 2015/16,[11] 2016/17,[12] 2017/18[13]